# Кум Гваун
Квм Гваун (англ. Gwaun Valley) — громада та долина на півночі Пембрукширу, Уельс. Громада зосереджена навколо Понтфаену, парафії та хутора за 6 км на південний схід від Фішгарда і включає стародавню парафію Лланічер. У 2011 році населення становило 313 осіб. Долина відома своєю незайманою природою та старосвітським пабом, а також має численні інші пам'ятки.

## Географія

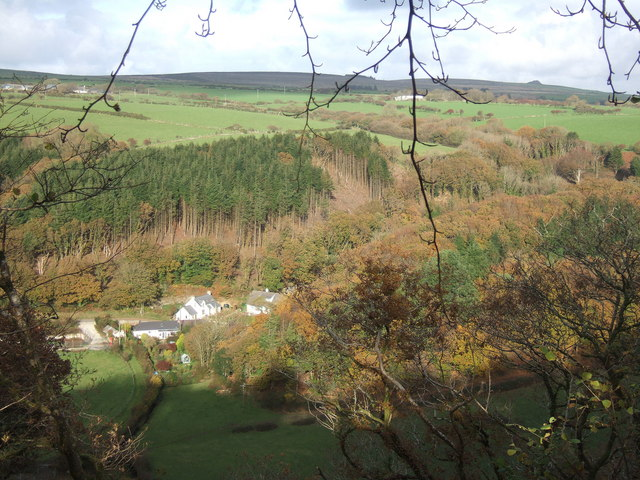
Долина Гваум

Площа громади 3 870 гектарів. У Companion Guide to Wales описується Cwm Gwaun як «один із найважливіших каналів талої води останнього льодовикового періоду, які можна знайти на Британських островах». Річка Ґваун бере свій початок у горах Преселі поблизу села, а її притоки вирізали густі лісисті круті вузькі бічні долини. На північному заході розташовані пагорби, такі як Мінідд-Дінас і Мінідд-Мелін, а долина утворює помітне водно-болотне угіддя. Серед дерев, що зустрічаються в долині, — дуб чистотовий, бук, вільха, горобина, ясен, верба. Долина — це природна прогулянка довжиною 8 км у національному парку Пембрукшир-Кост. Приблизний путівник по Уельсу (Cwm Gwaun і внутрішні пагорби) говорить про громаду: «Cwm Gwaun, долина бурхливої річки Ґваун є одним із найбільших сюрпризів Пембрукширу — буколічної долини з неймовірно вузькими вулицями, оточеними похмурими плечами голих гір».

## Новорічні святкування

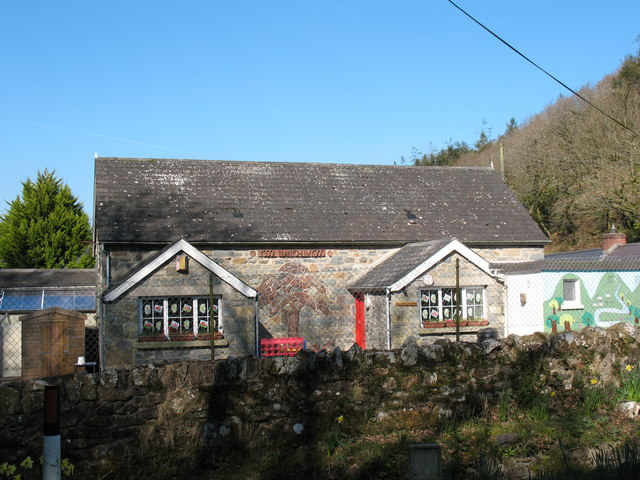
Початкова школа Cwm Gwaun

Місцеві жителі продовжують дотримуватися традиції юліанського календаря до 1752 року та святкувати Новий рік (валл. Hen Galan) 13 січня. Діти ходять від будинку до будинку і співають традиційні валлійські пісні. Натомість господарі дарують подарунки, або каленінги, солодощі та гроші. У 2012 році повідомлялося, що більшість дітей з місцевої початкової школи будуть відсутні у школі того дня, щоб взяти участь у святкуваннях.

## Визначні пам'ятки
У долині Гваун є 21 будівля разом з парафіяльною церквою та Dyffryn Arms. Два мости, у Лланічері та Піктон-Міллі, входять до списку II класу.
У громаді (Pontfaen) є початкова школа (Ysgol Llanychllwydog).
Долина Гваун містить пивоварню на фермі Кілкіффет. У Понтфаені працює мала гідроелектростанція, потужності якої достатньо для живлення близько 70 будинків.
Сільський паб — це Діффрін Армс, що входить до списку II ступеня пам*яток відомий місцевим жителям як Bessie's і керується родиною Бессі Дейвіс з 1845 року. Спочатку паб називався Llwyn Celyn (Holly Bush). У 2011 році він був представлений у серії S4C Straeon Tafarn. У 2015 році в 40-й рік поспіль він був представлений у Good Beer Guide. У лютому 2019 року він постраждав від серйозної пожежі, але знову відкрився в червні.

## Хен Галан

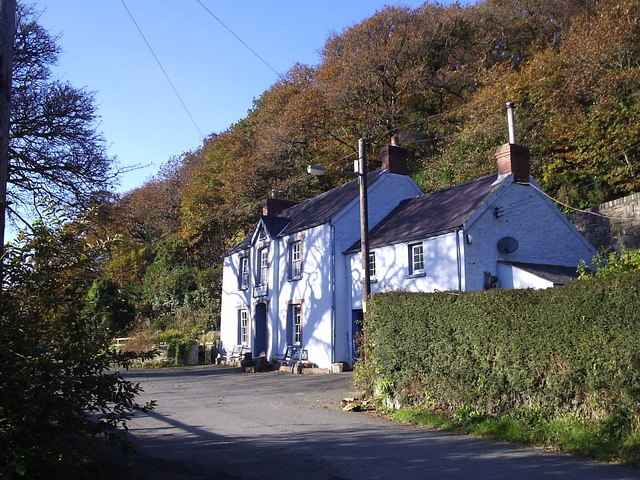
Dyffryn Arms, Pontfaen, пам'ятка II ступеня та центр святкування Хен Галан.

Громада відома тим, що продовжує святкувати Старий Новий рік (валл. Hen Galan). Традиційні свята починаються напередодні ввечері зі святкуванням, зосередженим в Dyffryn Arms.
Святкування продовжується, виготовленням яблучних оберегів під назвою «perllan» і збиранням каленінгів, коли місцеві діти пропускають початкову школу, щоб подорожувати від дому до дому, співаючи традиційні валлійські пісні. Натомість власники домогосподарств історично давали дітям їжу, щоб допомогти їм пережити зимові місяці, але в останні роки дітям дають солодощі та гроші. Вважалося, що мешканці, які не вітали та не винагороджували відвідувачів, отримували «llond y tŷ o fwg» (англ. a house full of smoke), що означає рік невдачі.